# Michael J McEvoy
Michael J McEvoy (Nashville, 29 agosto 1961) è un tastierista statunitense noto prevalentemente per la sua militanza nella band Traffic e Scritti Politti.

## Biografia
iniziata la sua attività a livello amatoriale nei primi anni '80, la svolta nella sua carriera la ebbe nel 1988, quando incontrò i Curiosity Killed the Cat e si unì al gruppo per il loro secondo album, Getahead, come co-autore e tastierista.  
Nel 1992 entrò nei Traffic, fino al loro scioglimento definitivo, avvenuto nel 1995.
Nel corso del 1990, McEvoy ha composto colonne sonore di documentari per canali televisivi negli Stati Uniti e nel Regno Unito: PBS, A & E, C4, ITN e Discovery. Molti dei documentari di lunga durata di McEvoy sono stati con il regista Gary Johnstone, tra cui ITN Factual's Battle of Hood and Bismarck e "Einstein's Big Idea" per la serie PBS Nova. Altri documentari degni di nota includono Storyville: French Beauty della BBC, diretto da Pascale Lamche.
Durante questo periodo è stato nominato per gli Emmy regionali negli Stati Uniti per Ryman: Mother Church of Country Music e Tennessee Yearbook, vincendo quest'ultimo nel 2002.

## Discografia

### Solista
- 2010 - Terra Cognita
- 2014 - The Long Way Home
- 2019 - Finding Your Feet

### Traffic
- 1994 - Far from Home